# ロンドンの鉄道駅
ロンドン・ステーション・グループ（London station group）とは、ロンドン市内にある特定のナショナル・レール駅の総称。グループ外の駅で発券された切符において、便宜的に同一箇所として扱われ、券面に「ロンドン・ターミナル」と表記される18駅が対象である。大半は頭端式ターミナル駅である。幾つかの駅は通過式、もしくは両方を併せ持っている。
全ての駅がトラベラルカード・ゾーン1に位置する。これらターミナル駅の殆どがロンドン市内を取り囲むように置かれ、各駅間が地下鉄で結ばれるようになったのは、19世紀のイギリス議会がロンドン中心部への鉄道の乗り入れを拒否したからだとされている。ネットワーク・レールの運営する大駅の大部分がこのグループに属している。

## 駅一覧
現在、グループとして扱われている駅は以下のとおり（並びはアルファベット順）。
- ブラック・フライアーズ(Blackfriars)b
- キャノン・ストリート(Cannon Street)
- チャリング・クロス(Charing Cross)
- シティ・テムズリンク(City Thameslink)b
- ユーストン(Euston)
- フェンチャーチ・ストリート(Fenchurch Street)
- キングス・クロス(King's Cross)
- リバプール・ストリート(Liverpool Street)
- ロンドン・ブリッジ(London Bridge)b
- メリルボーン(Marylbourne)
- ムーアゲート(Moorgate)
- オールド・ストリート(Old Street)
- パディントン(Paddington)
- セント・パンクラス(St Pancras)a
- ヴォクソール(Vauxhall)
- ヴィクトリア(Victoria)
- ウォータールー(Waterloo)
- ウォータールー・イースト(Waterloo East)

## 駅の概況
| 駅名                                          | 駅写真 | 場所                      | 緯度・経度                                                  | 運営会社                             | 方角               | 路線・行先                                        | 年間乗降客数 (単位：百万人) 2018/19 | 開業 | 頭端式 プラットホーム数c | 通過式 プラットホーム数c | 駅のランク |
| --------------------------------------------- | ------ | ------------------------- | ----------------------------------------------------------- | ------------------------------------ | ------------------ | ------------------------------------------------- | ----------------------------------- | ---- | ------------------------ | ------------------------ | ---------- |
| ブラック・フライアーズ (Blackfriars)          |        | シティ・オブ・ロンドン    | 北緯51度30分40秒 西経0度06分11秒 / 北緯51.511度 西経0.103度 | ゴヴィア・テムズリンク・レールウェイ | 北西、北、南、南東 | テムズリンク                                      | 12.139                              | 1886 | 2                        | 2                        | A          |
| キャノン・ストリート (Cannon Street)          |        | シティ・オブ・ロンドン    | 北緯51度30分36秒 西経0度05分24秒 / 北緯51.510度 西経0.090度 | ネットワーク・レール                 | 南東               | ケント イースト・サセックス                       | 20.614                              | 1866 | 7                        | 0                        | A          |
| チャリング・クロス (Charing Cross)            |        | ウエストミンスター        | 北緯51度30分25秒 西経0度07分23秒 / 北緯51.507度 西経0.123度 | ネットワーク・レール                 | 南東               | ケント イースト・サセックス                       | 30.235                              | 1864 | 6                        | 0                        | A          |
| シティ・テムズリンク (City Thameslink)        |        | シティ・オブ・ロンドン    | 北緯51度30分58秒 西経0度06分11秒 / 北緯51.516度 西経0.103度 | ゴヴィア・テムズリンク・レールウェイ | 北西、北、南、南東 | テムズリンク                                      | 7.150                               | 1988 | 0                        | 2                        | C          |
| ユーストン (Euston)                           |        | カムデン                  | 北緯51度31分41秒 西経0度07分59秒 / 北緯51.528度 西経0.133度 | ネットワーク・レール                 | 北西               | ウェスト・コースト本線                            | 46.146                              | 1837 | 18                       | 0                        | A          |
| フェンチャーチ・ストリート (Fenchurch Street) |        | シティ・オブ・ロンドン    | 北緯51度30分40秒 西経0度04分41秒 / 北緯51.511度 西経0.078度 | ネットワーク・レール                 | 東                 | サウスエンド・オン・シー                          | 18.507                              | 1841 | 4                        | 0                        | A          |
| キングス・クロス (King's Cross)               |        | カムデン                  | 北緯51度31分55秒 西経0度07分23秒 / 北緯51.532度 西経0.123度 | ネットワーク・レール                 | 北                 | イーストコースト本線                              | 34.645                              | 1852 | 11                       | 0                        | A          |
| リバプール・ストリート (Liverpool Street)     |        | シティ・オブ・ロンドン    | 北緯51度31分05秒 西経0度04分52秒 / 北緯51.518度 西経0.081度 | ネットワーク・レール                 | 東、北東           | イースト・オブ・イングランド                      | 69.482                              | 1874 | 18                       | 0                        | A          |
| ロンドン・ブリッジ (London Bridge)            |        | サザク                    | 北緯51度30分18秒 西経0度05分10秒 / 北緯51.505度 西経0.086度 | ネットワーク・レール                 | 南、南東、北西     | ケント イースト・サセックス                       | 61.308                              | 1836 | 6                        | 9                        | A          |
| メリルボーン (Marylbourne)                    |        | ウエストミンスター        | 北緯51度31分19秒 西経0度09分47秒 / 北緯51.522度 西経0.163度 | チルターン・レイルウェイズ           | 北西               | バーミンガム                                      | 16.146                              | 1899 | 6                        | 0                        | A          |
| ムーアゲート (Moorgate)                       |        | シティ・オブ・ロンドン    | 北緯51度31分05秒 西経0度05分17秒 / 北緯51.518度 西経0.088度 | ロンドン地下鉄                       | 北                 | ハートフォードシャー                              | 11.508                              | 1865 | 2                        | 0                        | E          |
| オールド・ストリート (Old Street)             |        | イズリントン / ハックニー | 北緯51度31分30秒 西経0度05分13秒 / 北緯51.525度 西経0.087度 | ロンドン地下鉄                       | 北                 | ハートフォードシャー                              | 7.119                               | 1901 | 0                        | 2                        | E          |
| パディントン (Paddington)                     |        | ウエストミンスター        | 北緯51度31分01秒 西経0度10分37秒 / 北緯51.517度 西経0.177度 | ネットワーク・レール                 | 西                 | グレート・ウェスタン本線 ヒースロー・エクスプレス | 38.181                              | 1854 | 14                       | 0                        | A          |
| セント・パンクラス (St Pancras)               |        | カムデン                  | 北緯51度31分48秒 西経0度07分30秒 / 北緯51.530度 西経0.125度 | ネットワーク・レール                 | 北、北西、南、南東 | ミッドランド本線 テムズリンク ユーロスター        | 35.984                              | 1868 | 13                       | 2                        | A/Ce       |
| ヴォクソール (Vauxhall)                       |        | ランベス                  | 北緯51度29分06秒 西経0度07分19秒 / 北緯51.485度 西経0.122度 | サウス・ウェスタン・レールウェイ     | 南西               | サウス・ウェスト・イングランド                    | 21.009                              | 1848 | 0                        | 10                       | B          |
| ヴィクトリア (Victoria)                       |        | ウエストミンスター        | 北緯51度29分46秒 西経0度08分38秒 / 北緯51.496度 西経0.144度 | ネットワーク・レール                 | 南、南東、南西     | ケント サセックス                                 | 74.715                              | 1862 | 19                       | 0                        | A          |
| ウォータールー (Waterloo)                     |        | ランベス                  | 北緯51度30分11秒 西経0度06分47秒 / 北緯51.503度 西経0.113度 | ネットワーク・レール                 | 南西               | サウス・ウェスト・イングランド                    | 94.192                              | 1848 | 19                       | 0                        | A          |
| ウォータールー・イースト (Waterloo East)      |        | ランベス                  | 北緯51度30分14秒 西経0度06分36秒 / 北緯51.504度 西経0.110度 | サウスイースタン                     | 南、南東           | ケント イースト・サセックス                       | 10.506                              | 1869 | 0                        | 4                        | B          |

## 過去に所属していた駅
- ブロード・ストリート(Broad Street)(1986年閉鎖)
- ホルボーン・ヴィアダクト(Holborn Viaduct)(1990年閉鎖)
- ケンジントン・オリンピア(Kensington Olympia)(1994年廃止)[5]
- キングスクロス・テムズリンク(King's Cross Thameslink)[6](2007年閉鎖)